# 読売ジャイアンツ所属選手による野球賭博問題
 読売ジャイアンツ所属選手による野球賭博問題（よみうりジャイアンツしょぞくせんしゅによるやきゅうとばくもんだい）は、2015年から2016年にかけて発覚した日本プロ野球・読売ジャイアンツ（以下・巨人）の所属選手による野球賭博に関する一連の問題である。

## 経過

### 2015年秋：笠原将生他2選手案件
2015年9月30日、二軍本拠地の読売ジャイアンツ球場での練習直後にある不動産会社の元社員が所属選手の福田聡志のもとへ借金百数十万円を取り立てに来た際、球団職員が対応したため騒ぎとなり、10月5日に福田が野球賭博に関与していたことが球団から発表された。同じく所属選手の笠原将生の知人を仲介とした賭博行為であり、全国高等学校野球選手権大会（夏の甲子園）や日本プロ野球、メジャーリーグベースボール（MLB）を対象とし、その中には巨人の試合も賭博対象に含まれていた。知人を福田に紹介した笠原は当初野球賭博を断っていたと主張していたが、日本野球機構（NPB）の調査委員会が電子メールなどを解析した結果、笠原と共に同じく所属選手の松本竜也も野球賭博を行っていたとの中間報告を発表した。
報告書によると、笠原は2014年4月から10月にかけてプロ野球10～20試合と高校野球を対象とした賭博、またそれ以外に麻雀やバカラで賭博を行い、松本は2014年6月から10月にかけてプロ野球十数試合で賭博を行っていた。また、3人は野球賭博が発覚しそうになった際、携帯電話から野球賭博のやり取りのメールを削除し、野球賭博に誘った飲食店経営の男性（なお、この飲食店経営者は後のNPBの調査によって、『野球賭博常習者』であると認定されている。）と相談するなどし、「賭けていたのは金銭ではなく食事だった」とうその説明をするよう口裏を合わせ、巨人や調査委に対して「復元されたメールに金銭の記載があるとしても、それは冗談を言い合っていた」と嘘の説明をしていた。なお、一部マスコミの報道では二軍の調査は2、3日で終了しており、調査が杜撰であったのではないかとの指摘もされている。
11月9日、球団は東京都千代田区大手町の球団事務所で緊急会見を開き、野球賭博に関与していた3選手（福田聡志、笠原将生、松本竜也）との契約を解除する方針を決定した。また、この問題における監督責任を取って原沢敦・読売巨人軍専務取締役兼球団代表が球団側に引責辞任を申し入れ、同日付で受理されたことも合わせて発表された。なお、球団代表は当面の間、空席となった。
併せて巨人の全選手・首脳陣・球団職員ら計276人に行ったヒアリングの調査結果が公表され、福田・笠原・松本の3選手は野球賭博だけではなく一般客が立ち入れない、いわゆる「裏カジノ」に出入りし賭博をしていた事実も発表した。そのほか、協約違反の有害行為の該当者はいなかったものの3選手以外にも巨人の一部選手間において賭け麻雀や賭けトランプ、高校野球を使ったギャンブルを読売ジャイアンツ球場のロッカールームでしていたことや、賭け麻雀には野球賭博に関与した3人の投手を含むおよそ10人が参加していたこと、賭けトランプは11人の選手が参加し大富豪やポーカーといったトランプゲームに1回1万円を賭けていたこと、守備練習でミスした選手から罰金を徴収していたことなど、球団内で賭け事が日常的に横行していた事実も発表した。現金を賭けることは賭博罪に該当するが、球団は関わった選手の名前は発表せずに厳重注意処分とした。
11月10日にNPBの調査委員会が提出した調査結果報告書の内容に従い、NPBの熊﨑勝彦コミッショナーは、3選手について「八百長（敗退行為）はなかったものの、日本プロフェッショナル野球協約（野球協約）第180条（野球賭博禁止規定）に違反し、多くの野球ファンのプロ野球への厚い期待と強い信頼を著しく損なうものである事を重視し、本件3選手による有害行為がプロ野球界に与える悪影響は限りなく計り知れないものである」として、無期失格処分の裁定を下し失格選手とした。この処分は最低でも5年は解除されることはなく、解除されるまではNPBが選手契約に関する協定を結ぶメジャーリーグベースボール、韓国野球委員会（韓国プロ野球）、中華職業棒球大聯盟（台湾プロ野球）、中国野球リーグではプレーできない。また球団に対しては指導、管理が不十分であったとされ1000万円の制裁金が科せられた。NPBコミッショナーによる野球賭博事件による選手の処分は1969年に西鉄ライオンズ（現・埼玉西武ライオンズ）の投手の八百長に端を発し、翌1970年に西鉄から3人の永久失格処分者が出た『黒い霧事件』以来のことである。なお「黒い霧事件」では、西鉄以外の他球団からも賭博に関わった選手や球団職員が永久失格を含め大量に処分されたが、今回の事件では3選手以外の巨人の選手ならびに巨人以外の11球団での賭博関係者はいなかった。
このコミッショナー裁定を受けて、巨人は同日付で福田、笠原、松本の3選手との契約を解除した。また、球団は今回の事件の責任を明確化するため、桃井恒和会長と久保博社長が取締役報酬の50％を無期限返上し、白石興二郎球団オーナー及び渡邉恒雄特別顧問が2ヶ月間の取締役報酬を全額返上する独自の処分を決定した。
コミッショナー裁定と同じ11月10日、NPBの磯村信哉管理本部長は民間スポーツを所管するスポーツ庁を訪れ、調査委員会がまとめた報告書の内容を説明した。その上で野球賭博にかかわった巨人の3投手を無期失格とし、球団に制裁金1000万円を科す処分とした経緯などを報告し謝罪。スポーツ庁はこの処分について、球界が自主的に出した判断として了承するとともに「大変残念で、今後こういうことのないようにしっかり取り組んでいってほしい」と再発防止を強く要請した。
またこの問題を受け、警視庁が賭博に関わった3選手を任意で事情聴取していたことがわかった。警視庁は、3人から事情を聴いたうえで、賭博罪にあたるかどうか慎重に調べることにしている。
11月18日、プロ野球のオーナー会議が都内で開かれ、会議の冒頭にこの野球賭博問題について、NPBの熊﨑コミッショナーからの一連の問題についての報告があり、続けて賭博を行っていた巨人の白石オーナーが陳謝し12球団が結束して再発防止に取り組むことを確認した。なお、会議の大部分は野球賭博問題の報告と意見交換に費やされた。これに対し、オリックスの宮内義彦オーナーが「情けない。なんでそんなことをするのか」とあらためて憤った。DeNAの南場智子オーナーも「子どもたちに夢を与える立場でございますので、選手としてあってはならないことであります」と厳しく発言している。議長を務めた西武の後藤高志オーナーも会議後の会見で「この危機を乗り越えなければいけない。しっかりとした議論をして再発防止策を取りまとめるように指示しました」とコメントしている。

### 2016年春：高木京介案件の発覚
ところが2016年3月8日、巨人は東京・大手町の読売新聞東京本社で緊急会見を開き、新たに投手の高木京介が野球賭博に関わっていた疑いがあることを発表した。高木からの聴取に基づく球団発表によると、2014年4月に高木は笠原を介して野球賭博常習者である飲食店経営者と賭けをしており5月まで笠原が賭けた試合で一緒に3〜4回、計8〜9試合を対象に賭けを行ったが総額で50万〜60万円程度負けたため、以後野球賭博をやめ、その後の笠原や飲食店経営者の誘いも断っていたという。球団は8日付で高木を当面の間謹慎処分とし、野球賭博を禁じた野球協約に違反したとして、NPBならびに熊﨑に告発し、最終的な処分をNPBに一任した。4人目の野球賭博関与者の発覚という新たな事態を受け、巨人は渡邉顧問、白石オーナー、桃井会長の3首脳が引責辞任することも併せて発表した。なお、翌9日には白石オーナーの後任として3月11日の球団臨時株主総会並びに臨時取締役会を経て読売新聞グループ本社取締役最高顧問（読売新聞東京本社元社長）の老川祥一が就任し、社外取締役として松田昇（弁護士、元預金保険機構理事長）を招聘し、松田を球団オーナー代行に就任させる人事を発表した。なお、巨人が球団幹部に読売新聞社ならびに読売グループに在籍したことがない人物、および巨人の球団OB以外の人物を起用するのは今回が初めて。3月10日、巨人・山岸均取締役連盟担当がNPBを訪れ、高木京介が野球賭博への関与を禁じる野球協約180条に違反したとする告発状を熊﨑コミッショナーに手渡した。
3月11日、読売新聞東京本社で読売巨人軍球団臨時株主総会および臨時取締役会を開催。渡辺顧問・白石オーナー・桃井会長の引責辞任ならびに老川・松田の就任が正式決定した。老川新オーナーは就任記者会見を開き、冒頭「この度の不祥事で大変な信頼感を損失することになりました。すべての野球ファン、他の球団のみなさま、すべての球界関係者に深くおわび申し上げます。」と謝罪し、「一刻も早く事実を究明し、体制を立て直し、巨人軍の信頼を回復させたい」と意欲を示した。なお、老川新オーナーは白石前オーナーが務めていた「12球団オーナー会議」の議長職を「他の球団に迷惑を掛けた」として辞退する意向を表明している。
3月14日、2012年から自チームの公式戦の勝敗に絡んで一軍選手の多数が現金のやりとりをしていたことが判明した。巨人によると選手が試合ごとに現金を出し合い、投手と野手に分かれて行われる試合前の円陣で「声出し」と呼ばれる発声を担当した選手が、試合に勝てば1人あたり5000円の「ご祝儀」を受け取り、負ければ全員に1000円ずつ払うルールで一度で最大14万円の現金が動いていた。なお、NPBの調査委員会と巨人は、いずれも2015年の秋に行なった調査でこれを認識していたものの「ゲン担ぎ」として認識。調査報告書では未公表だった。今回の件についてNPB調査委員会の大鶴基成委員長は、選手の拠出金が一試合当たり5000円でプロ野球選手としては少額なことなどを理由に八百長や敗退行為にはつながらないと判断していたことを明らかにした。ちなみに、現在は『野球賭博と誤解される』としてこのような金銭のやり取りは、球団で禁止されている。一方、退団した笠原は産経新聞・サンケイスポーツの取材に対し、円陣でのゲン担ぎがあったことを認めた上で「最初は勝てば1000円を受け取るが、連勝で3000円、3連勝で5000円…と拠出金が増えていくシステムがあった」と発言。なお、これに対し巨人球団は産経新聞社に対し「名誉毀損」として記事の訂正を求める抗議書を送った。
声出しによる金銭授受について甲南大学法科大学院教授で刑法学者の園田寿弁護士によると、賭博罪は「（1）結果を制御できない事象を対象に金銭をやり取りする（2）双方が損をする可能性を共有すること」が条件であり、今回の「試合の勝ち負けを対象にして、勝てば円陣の選手たちが声出しの選手に現金を支払い、負けると声出しの選手が円陣の選手に支払うルール」は賭博罪の2つの条件に当てはまるとし、少額の金銭授受であったために問題としなかったことに対しても「大金持ちならば何億円かけても賭博に当たらないことになってしまう」として、金額の多寡は関係ないと述べた。

### 他球団への波及
しかし3月15日、巨人と同様の公式戦の勝敗にからむチーム内の金銭のやりとりが阪神や西武でも存在していたことが発覚した。なお、阪神・西武ともに今回の問題を受け、現在は禁止されている。一方、中日も巨人のような金銭のやりとりはなかった上で野手の一部選手が守備練習のシートノックにおいてミスした選手が一回のミスにつき数百円ほどの罰金を徴収し、それをまとめたものを愛知県内にある中日新聞グループ運営の児童養護施設に寄付したことがあると発表。翌16日には、ソフトバンクが、さらに翌日の17日には広島・ロッテ・楽天の3球団でも巨人と同様の公式戦の勝敗にからむ金銭のやり取りが発覚した。野球賭博を含めた一連の問題を受け、セ・リーグ6球団は3月17日、パ・リーグ6球団は3月18日に、それぞれ緊急の理事会を開催。ともに開幕の日程を当初の3月25日から変更しないこと、野球賭博などの野球協約違反の根絶と練習における罰金など選手間の金銭授受も禁止すること、またファンに球界浄化へ向けたメッセージを発信することなどを決定した。だが、20日には新たにDeNAでも高校野球を使ったクジ・ミスを犯した選手への罰金などの金銭授受が発覚している。
3月22日にNPBの調査委員会は高木を1年間の失格処分とし、球団に500万円の制裁金を課す処分案を発表した。その後、熊﨑は調査委員会案と同じ処分を正式に下す。これを受けた読売巨人軍は高木に対し即日、事実上の解雇となる「契約解除」を通達した。同日、巨人は今回の件を受けて選手、監督・コーチ、スタッフ、球団職員の全関係者計299人を対象に行った賭博や金銭授受に関する調査の結果を公表。賭けマージャンについては14人が、賭けゴルフについては42人が、それぞれ「経験がある」と答えたことや、解雇された高木を含む選手10数人ほどがいわゆる「闇スロット」に数回手を出したことなどを発表した。
また、同じ22日には阪神から高校野球を対象としたくじ等を含めた3件・東京ヤクルトから去年夏の高校野球決勝で選手10人ほどが参加した賭けの金銭授受や、西武からはチーム関係者1名が巨人時代の笠原・賭博常習者の飲食店経営者と思われる人物と都内で4回ほど賭けマージャンをしたことなど、巨人以外の球団でも不適切な金銭問題が新たに公表された。
2016年4月、巨人の調査にて上記4選手以外に1名が違法カジノへの出入りがあることが確認された。しかし、日本の法律では闇カジノが違法であるにもかかわらず、野球協約内では闇カジノで金銭を賭けても違反とされていないため、名前の公表はされなかった。また、3月に再度賭博調査を行ったところ、賭け麻雀は14名が参加、賭けトランプは23名が参加をしており、昨年11月調査時よりも賭博への参加者が増加していた。

### 刑事処分
2016年4月29日、警視庁は笠原を福田・高木に賭博のルールを教えたなどとして賭博開帳図利幇助容疑でNPBが「野球賭博常習者」と認定していた飲食店の経営者を賭博開帳図利容疑で逮捕した。さらに7月12日には、いずれも賭博開帳図利容疑で、名古屋商科大学大学院生2人を逮捕した（うち1人は容疑を否認しているが、NPBから「野球賭博常習者」と認定されている）。
この事件に絡んで、「中胴元」とされる指定暴力団山口組系幹部と元暴力団組員2人が逮捕された。その後も「中胴元」とされる指定暴力団山口組系関係者が逮捕されている。
裁判では以下の判決が言い渡された。
- 飲食店経営者 - 懲役1年6ヶ月執行猶予4年[60]
- 名古屋商科大学大学院生 - 懲役1年6ヶ月執行猶予4年[61]
- 名古屋商科大学大学院生 - 懲役1年2ヶ月執行猶予4年[61]
- 笠原将生 - 懲役1年2ヶ月執行猶予4年[60]
- 指定暴力団山口組系関係者 - 懲役2年執行猶予4年[62]
- 指定暴力団山口組系組幹部 - 懲役1年6ヶ月執行猶予3年[63]
- 指定暴力団山口組系組元組員 - 懲役1年6ヶ月執行猶予3年[64]
- 指定暴力団山口組系組元組員 - 懲役1年6ヶ月執行猶予3年[63]
- 松本竜也 - 罰金40万円[65]
- 福田聡志 - 罰金30万円[65]
- 高木京介 - 罰金20万円[65]

## プロ野球界への影響
10月5日に賭博問題が発覚して以来、巨人以外の11球団でも選手や球団職員などに対して注意喚起や調査をおこなった。阪神は10月8日に聞き取り調査を実施、ソフトバンクも10月10日までに全選手とスタッフの約150人への聞き取り調査を行った。中日では2度のアンケート配布と面談を実施し、対象は選手だけでなく球団社長以下の職員やアルバイトも含めた全192人。広島も10月末までに選手・首脳陣・球団職員への調査を行った。ヤクルトでは10月14日に全選手と首脳陣、球団職員を対象におこなった野球賭博問題に関する調査を終了した。ロッテでも調査を行ったり、2015年度入団の新人に対して新人合同自主トレ中に講習会を開き、野球協約に記載されている不正行為禁止条項の周知を徹底させた。楽天も選手、スタッフを集めて野球賭博問題の説明を行い注意を喚起したほか、全選手・スタッフに対して面談での調査を行った。DeNAも球団の全職員と選手らに対し質問票を配布し、アンケート形式で調査を行った。
一方、日本ハムもグラウンドに首脳陣や選手、スタッフを集めて野球賭博に関する注意喚起をしたが個別の聞き取り調査やアンケートを今後実施する予定はないとした。また、西武も選手・監督・コーチ・スタッフに対し、注意を促す文書を送付するなどに留めた。オリックスも選手やスタッフに注意喚起を行い、また過去に賭博に関わったり、見聞きしたりしたことがある場合は球団に申告するよう求めた。
11月に入ると各球団で野球賭博に関する講習会が相次いで開かれ、オリックスが23日に大阪府警の暴力団担当の刑事を、阪神は24日に兵庫県警の警察官を、楽天は24日に弁護士を、それぞれ講師に招き反社会的勢力排除の講習会を開いた。

## 処分

### 2015年

#### NPBコミッショナーからの処分
- 読売巨人軍（球団）：制裁金1千万円
- 賭博に関わった3選手（福田聡志、笠原将生、松本竜也）：無期の失格処分。

#### 読売巨人軍独自の処分
- 賭博に関わった3選手（福田聡志、笠原将生、松本竜也）：選手契約の解除
- 原沢敦専務取締役兼球団代表：引責辞任
- 桃井恒和会長・久保博社長：取締役報酬の50％返上（無期限）
- 白石興二郎オーナー・渡邉恒雄最高顧問：取締役報酬の全額返上（2か月）

### 2016年

#### NPBコミッショナーからの処分
- 読売巨人軍（球団）：制裁金500万円
- 賭博に関わった選手（高木京介）：1年間の失格処分

#### 読売巨人軍独自の処分
- 賭博に関わった選手（高木京介）：所属選手の契約解除（事実上の解雇）。
- 白石興二郎オーナー、桃井恒和会長、渡邉恒雄最高顧問：引責辞任。
- 老川祥一オーナー：「12球団オーナー会議」議長職を辞退。

### 処分の解除
- 高木京介：失格処分解除（2017年3月21日）、巨人と育成契約（同月27日）

## 再発防止策
この問題を受け、12球団の代表者による臨時実行委員会が9日に行われ、NPBの調査委員会から再発防止策が提案され説明を受けた。この実行委員会では、調査委からの再発防止策は選手と球団に分かれ、選手には「（1）野球協約の研修（2）賭博の厳禁についてに関する啓蒙・指導（3）選手間の有害な金銭授受の禁止」。球団には「（1）野球賭博厳禁の活動（2）賭博常習者の選手等への接触に関する球団間の情報交換」という提案が12球団になされた。
巨人は独自の再発防止策として組織体制の強化・選手指導の改善・禁止行為の制定の3点を柱とした対策を発表した。具体的な対策として、球団内に「紀律委員会」を建てること、入団時に加えキャンプや契約更改の際にも暴力団排除講習を開くこと、野球を対象とした選手間の金銭のやり取りは一切禁止、などが合わせて発表された。
さらに11月16日に開かれたNPBの理事会とプロ野球12球団の実行委員会で、野球賭博に関してNPB内に12球団主催の「再発防止対策チーム」（仮称）を設置することを決めた。対策チームは調査委員会から10日に提案された再発防止策を実行に移すのが目的で、NPBの井原敦事務局長を座長とし、セ・パ両リーグの各統括担当、NPBの法務担当職員、両リーグの理事球団を務める阪神・ソフトバンクをはじめとする複数球団（巨人、オリックスなど）の関係者などがメンバーで構成。なお、対策チームは12月14日に開かれる次の実行委員会までに具体的な再発防止策をまとめることとしている。
11月24日、巨人が再発防止のため設置した紀律委員会の第1回会合を東京都内の球団事務所で開催した。委員会には球団会長や社長などの球団幹部のほか、弁護士や警察OBら17人が出席し再発防止策について話し合った。承認された防止策は（1）新人選手には警察OBらが個別に寮の部屋を訪ねて面談する等の指導徹底（2）春季キャンプでの全選手を対象とした講習（3）オールスター期間中の選手会主催の講習（4）退寮する選手との面談、の4案。
その他、来シーズンの契約更改の際、球団側からすべての選手に野球賭博を行わないことなどを約束させる同意書を提出させており、同意書の内容としては、社会人・プロ野球選手・巨人軍選手として高い倫理観を持って行動する、各種法令や野球協約・リーグの規則などに違反する行為は一切しない、賭博行為や選手間で野球に関する現金のやり取りを行わない、球団の行う教育指導を受けるなどといったことが書かれている。契約更改の際に、紀律委員会の事務局が同意書の内容を説明、内容を理解し納得させた上で署名・捺印をさせている。
12月3日、日本プロ野球選手会は大阪市内のホテルで定期大会を開き、一連の野球賭博問題を受け再発防止のために来春キャンプで講習会を行うことを決議した。2016年2月のキャンプで選手会が12球団（1、2軍別に計24か所）を回って開いているミーティングの中で、選手会が作成した「再発防止への意識付けプログラム」を使い、ギャンブルの危険性について注意喚起することをメインとした講習会を各地で行う。
12月14日、プロ野球12球団による実行委員会が行われ、賭博の再発防止策について野球協約で八百長につながる行為として禁じられている「有害行為」についての研修を徹底するなどの再発防止策を決めた。なおこの再発防止策は、NPBの調査委員会の報告書に沿った内容で、一軍・二軍の全選手に対し、春季キャンプでNPB職員による研修が行われる。内容は野球協約の順守のほか、黒い霧事件や今回の巨人３選手の野球賭博行為も説明される。新人選手に対しても、来年1月12日に行われる新人研修会で野球賭博についての講演が行われる。また12球団が規律担当者を決めて議論や情報交換を行う協議会を設置することや、全選手や職員に向けて有害行為を禁じるポスターや小冊子を作製し契約更改時に球団が指導すること、調査委員会で示された「野球に関する選手間での金銭授受、多額の金銭授受を伴う賭け事の禁止」に関しては、来季開幕までに選手間の金銭のやりとりや多額の賭け事を禁じる「コミッショナー通達」を出すことも決定。
2016年1月12日、NPB主催の新人選手研修会が行われ、12球団の新人選手116人が参加した。冒頭、熊﨑コミッショナーは昨年の元巨人選手による野球賭博問題に触れ「多くのファンの目が一身に注がれていることを生涯忘れてはいけない」とあいさつ。今年から「有害行為について」の講義も加わり、NPB幹部や弁護士が講師となり、この一連の野球賭博の経緯を説明。その中では、3人が野球賭博の常習者とのマージャンなどを重ねて賭博に対するモラルが麻痺し、野球賭博に手を出すまでに至ったとし、処分を受けた選手の1人は「これまでの人生を無にした」と語ったことを紹介した。さらには1969年の「黒い霧事件」の経緯も解説、元近鉄バファローズの鈴木啓示が先輩からの八百長の誘いを断ったエピソードも紹介し、賭博に関与しないことや誘われた場合は球団に報告することを求めた。なお、野球賭博や八百長に関する講義が新人選手研修会に組み込まれるのは今回が初である。巨人はこれにさきがけ1月9日に独自で新人15選手を対象にした研修会を開き、野球賭博の再発防止のために球団内に設置した紀律委員会の松尾英治事務局長らが野球賭博をしないように講義を行った。紀律委は2月より始まる春季キャンプ中にも、新人選手と個人面談をする予定である。
1月19日、NPBの実行委員会が開かれ、春季キャンプ中に12球団のキャンプ地を巡回して行う研修会の日程が決定した。2月1日、野球賭博問題の再発防止のための研修会が沖縄県久米島の楽天からスタートした。研修会には楽天の1・2軍全選手、スタッフが参加し、内容は野球協約における「有害行為」（敗退行為や野球賭博常習者との交際など）についてのことや、「黒い霧事件」の経緯・背景などについての説明が主となる。同じ日、西武はキャンプ地の宮崎県日南市で独自の球団主催コンプライアンス研修会（ちなみに、西武の研修会は2007年より実施されている）を行い、野球賭博の再発防止を中心に行われた。5日にはソフトバンク、6日には今回の事件の発生元となった巨人のキャンプにてNPB主催の研修会が行われたが、2月4日に清原和博が覚醒剤の所持で逮捕されたことを受け、賭博とともに薬物についても盛り込まれる内容となった。

## その他
今回の野球賭博は野球界以外にも波及し、日本相撲協会では今回の野球賭博問題を受け協会外部理事で協会危機管理委員会の委員長を務める宗像紀夫・元東京地検特捜部長は12月18日の部屋持ちの親方で構成される師匠会・12月24日の十両以上の関取で構成される力士会で注意喚起を呼び掛けるとすることを発表した。なお、日本相撲協会は2010年に親方や力士らの野球賭博関与が発覚し武蔵川晃偉理事長（当時）が引責辞任するなど信頼が大きく失墜した経緯がある。
12月1日には東京六大学野球を運営する東京六大学野球連盟が主催した野球賭博等に関する勉強会が行われ、勉強会には2016年シーズンからプロに進む、連盟に所属する六大学の8人の選手などが参加した。